# Copa EuroAmericana de Básquet 2014
La Copa EuroAmericana de Baloncesto del 2014 fue la primera edición de un certamen de carácter amistoso disputado entre elencos provenientes de Europa y elencos latinoamericanos. La misma comenzó el 18 de septiembre en el Coliseo Roberto Clemente en San Juan, Puerto Rico.
Además del certamen propio, hubo espectáculos durante el entretiempo a cargo de las mascotas y porristas del Miami Heat, en San Juan y Bogotá, y de Indiana Pacers en Montevideo y en Mar del Plata.
Tras tres juegos, el continente europeo se consagró "campeón" ya que el Real Madrid ganó el tercero de cuarto encuentros, obteniendo así la copa en representación del continente.

## Equipos
| Continente | Equipo                   |
| ---------- | ------------------------ |
| América    | Guerreros de Bogotá      |
| América    | Cangrejeros de Santurce  |
| América    | Peñarol de Mar del Plata |
| América    | Aguada                   |
| Europa     | Real Madrid              |
| Europa     | Saski Baskonia           |

## Estadios
| San Juan                 | Montevideo      | Bogotá             | Mar del Plata                |
| ------------------------ | --------------- | ------------------ | ---------------------------- |
| Coliseo Roberto Clemente | Palacio Peñarol | Coliseo El Salitre | Polideportivo Islas Malvinas |
| Puerto Rico              | Uruguay         | Colombia           | Argentina                    |
| Capacidad: 10 000        | Capacidad: 4700 | Capacidad: 7000    | Capacidad: 8000              |
|                          |                 |                    |                              |

## Formato de disputa
Los cuatro partidos se juegan de manera independiente unos de otros y los equipos que ganen los encuentros otorgarán un punto a su continente. Una vez finalizados los partidos, se recuentan los puntos de cada continente y aquel con mayor puntuación se proclama campeón.

## Desarrollo

### Cangrejeros - Real Madrid
| 18 de septiembre, 21:00 (UTC-4) | Cangrejeros                                   | 82–103      | Real Madrid                  | |  |
|                                 | Parciales: 18 - 24, 17 - 19, 22 - 28, 25 - 32 |             |                              | |  |
|                                 | Estadísticas Javier Mojica 12                 | Reporte Pts | Estadísticas 19 K. C. Rivers | Pabellón: Coliseo Roberto Clemente, San Juan Árbitros: Jessed Díaz, Roberto Vázquez, Jorge Vázquez. |  |

### Aguada - Saski Baskonia
| 19 de septiembre, 21:00 (UTC-3) | Aguada                                        | 77–81       | Saski Baskonia                 | |  |
|                                 | Parciales: 19 - 17, 19 - 21, 22 - 22, 17 - 21 |             |                                | |  |
|                                 | Estadísticas Dwayne Curtis 25                 | Reporte Pts | Estadísticas 15 Thomas Heurtel | Pabellón: Palacio Peñarol, Montevideo Árbitros: Alejandro Sánchez, Adrián Vázquez, Richard Pereira |  |

### Guerreros - Real Madrid
| 20 de septiembre, 14:00 (UTC-5) | Guerreros                                    | 67–79       | Real Madrid                    |                                                                    |  |
|                                 | Parciales: 8 - 23, 10 - 18, 26 - 22, 23 - 16 |             |                                |                                                                    |  |
|                                 | Estadísticas Carmona 20                      | Reporte Pts | Estadísticas 19 Jaycee Carroll | Pabellón: Coliseo El Salitre, Bogotá Asistencia: 7000 espectadores |  |

### Peñarol - Saski Baskonia
| 21 de septiembre, 20:00 (UTC-3) | Peñarol                                       | 79–78       | Saski Baskonia                  | |  |
|                                 | Parciales: 17 - 17, 25 - 20, 14 - 20, 23 - 21 |             |                                 | |  |
|                                 | Estadísticas Leo Gutiérrez 19                 | Reporte Pts | Estadísticas 20 Orlando Johnson | Pabellón: Polideportivo Islas Malvinas, Mar del Plata Árbitros: Alejandro Chiti, Diego Rougier, Daniel Rodrigo |  |

## Resultado final
| América 1 | Europa 3 |